# Eivør Pálsdóttir
Eivør Pálsdóttir, legtöbbször csak Eivør vagy Eivör (Syðrugøta, 1983. július 21. –) feröeri énekes, zeneszerző, festő, előadóművész és költő.

## Zenei stílusa
Eivørt gyakran nevezik „a feröeri Björk”nek. Nem lehet egyetlen stílusba sem besorolni: repertoárja a dzsessztől a népzenéig, az etnopop tól a rockzenéig terjed, de a klasszikus és egyházi zenében is otthon van, sőt operát is énekel. Ennek ellenére saját meghatározása alapján főként dzsesszénekesnek tekintik.

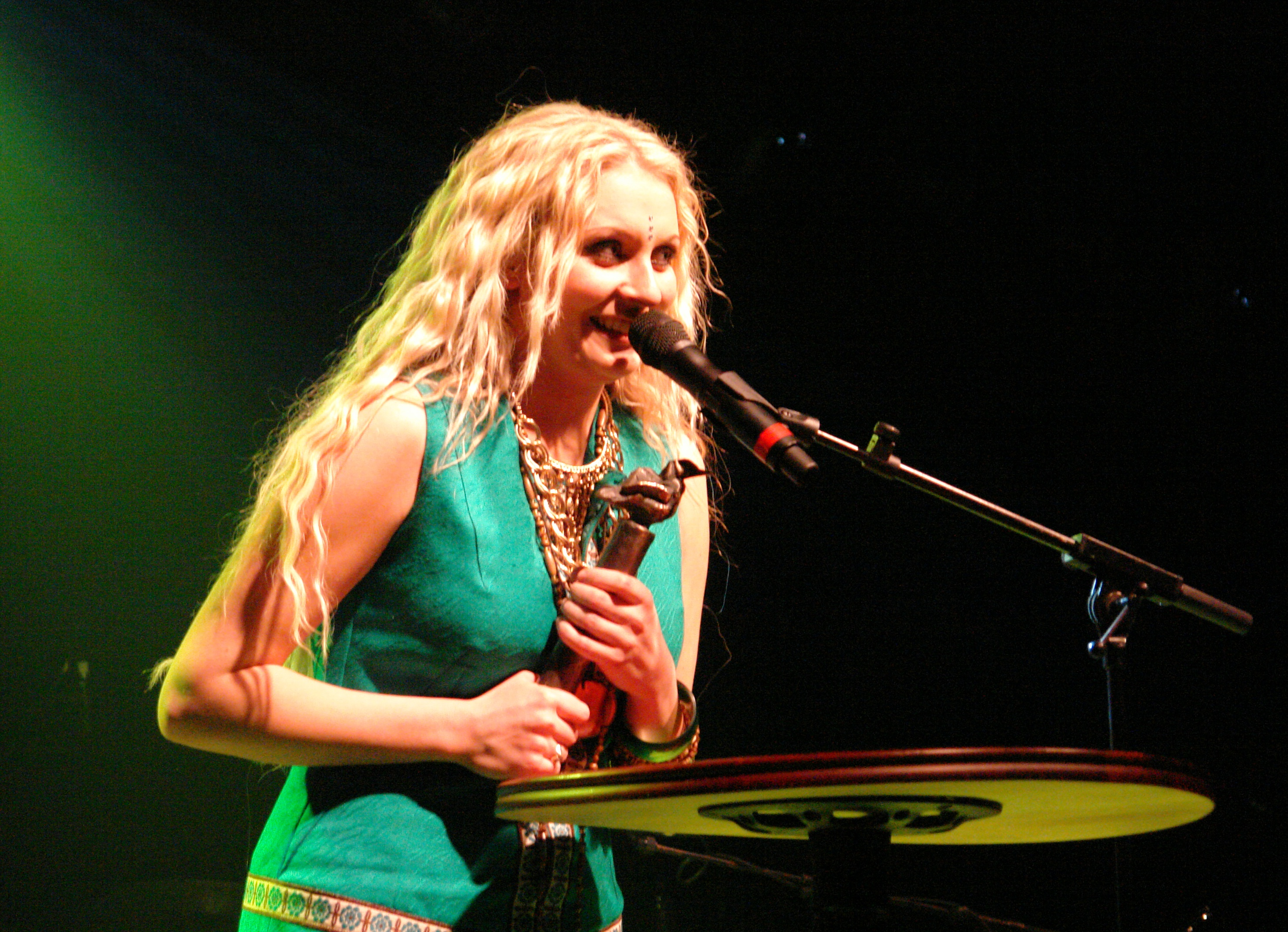
Danish Music Awards Folk 2006

Feröeren rendkívül népszerű, de nemzetközi rajongótábora is van. Sokan a mai Skandinávia egyik legjelentősebb énekesnőjének tartják, de egyúttal szorosan kötődik a hazai zenei élethez is annak sajátos gyökereivel, a feröeri balladákkal és a Kingo-zsoltárokkal együtt.

## Pályafutása
Eivør már 12 évesen egy feröeri férfikórus szólistájaként utazott Olaszországba. Első televíziós fellépésére 13 éves korában került sor, és ugyanabban az évben megnyert egy hazai tehetségkutató versenyt.

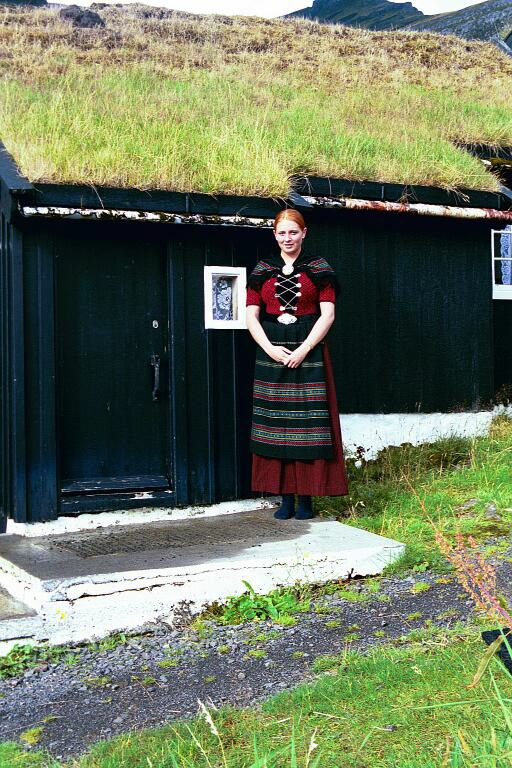
Feröeri népviseletben, 17 évesen

Szülővárosában, Syðrugøtában nőtt fel. 15 éves korában otthagyta az iskolapadot, hogy a zeneírásnak szentelhesse magát. 16 évesen csatlakozott a Clickhaze együtteshez, azóta hivatásos énekes. 2000-ben jelent meg első szólóalbuma Eivør Pálsdóttir címmel. Egy évvel később – izlandi zenei tanulmányai (dzsessz és klasszikus zene) alatt – a Clickhaze együttessel elnyerte a Prix Føroyar díjat. 2002-ben jött ki a Clickhaze első albuma, valamint Kristian Blak Yggdrasil nevű dzsesszegyüttesének lemeze, amelyen szintén ő énekel. Egy évre rá jelent meg Krákan című albuma, amelyet két Icelandic Music Award díjjal jutalmaztak: A legjobb énekesnőnek és A legjobb előadónak járó díjjal.
Harmadik szólólemeze, az eivør 2004-es megjelenése után ismét jelölték a díjra, ezúttal Az év pop-albuma és Az év énekesnője kategóriában, a döntés azonban ezúttal nem neki kedvezett. (Ugyanígy járt világhírű pályatársa, Björk is.) 2005. február 9-én megkapta a 2004 embere Feröeren díjat, amelyet a neves politikusokból, tudósokból, művészekből és sportolókból álló zsűri így indokolt: „Dalaival a legpozitívabb módon helyezte fel Feröert a világ térképére.”
2005. április 23-án a tórshavni Atlantic Music Eventen neki ítélték az első alkalommal kiadott AME Zenei díjat a legjobb feröeri énekesnőként. Június 16-án Izlandon megkapta a Grímur nemzeti színházi díjat az Úlfhamssaga című darabért, a legjobb zenéért és a legjobb énekért. (A darab az Úlfhams sagán alapszik az izlandi mondavilágból.)
A Danish Music Awards – Folk 2006 12 kategóriájából hatra nevezték; a március 11-i díjátadón  Az év dániai énekese és eivør című albumáért Az év dániai énekalbuma díjat is megkapta.
Eivør a Feröeri Szimfonikus Zenekar operaénekeseként is fellép. Egy német kritikus szerint hangja „Istentől adott”; angol kritikusok „rendkívüli tehetség” és „Jégistennő” névvel illették.

## Kiadványok

### Önálló nagylemezek
- 2000 – Eivør Pálsdóttir
- 2003 – Krákan (Az angol nyelvű változat 2008-ban jelent meg Crow címmel.)
- 2004 – Eivør
- 2005 – Trøllabundin (A Danmarks Radio Big Banddel)
- 2007 – Mannabarn (Az angol nyelvű változat Human Child címmel ugyanekkor jelent meg.)
- 2009 – Eivør Live
- 2010 – Undo your mind (EP)
- 2010 – Larva
- 2012 – Room
- 2015 – Bridges
- 2015 – Slør
- 2020 – Segl
- 2024 – Enn

### Kislemezek
- 2010 – Undo Your Mind
- 2013 – Dansaðu vindur
- 2013 – True love

### Közreműködőként
- 2002 – Clickhaze - EP
- 2002 – Lossingarmenn - Lossingarmenn
- 2002 – Kristian Blak & Yggdrasil - Yggdrasil
- 2004 – Yggdrasil - Live in Rudolstadt
- 2005 – Yggdrasil - The Tübingen Concert (DVD)
- 2006 – Niels Skousen - Daddy Longleg
- 2007 – Bill Bourne - Boon Tang